# Enujok
Enujok (auch: Eniijok, Enijiyo-tō, Enijo To, Ennejo) ist eine winzige Insel des Ailinglaplap-Atolls in der Ralik-Kette im ozeanischen Staat der Marshallinseln (RMI).

## Geographie
Das Motu liegt im Nordsaum des Riffs zwischen Unitaa und einem unbenannten Motu.

## Klima
Das Klima ist tropisch heiß, wird jedoch von ständig wehenden Winden gemäßigt. Ebenso wie die anderen Orte der Ailinglaplap-Gruppe wird Enujok gelegentlich von Zyklonen heimgesucht.